# Antheraea gazella
Antheraea gazella är en fjärilsart som beskrevs av Friedrich Wilhelm Niepelt 1934. Antheraea gazella ingår i släktet Antheraea och familjen påfågelsspinnare. Inga underarter finns listade i Catalogue of Life.